# 아나쿠아오산나무쥐
아나쿠아오산나무쥐(Musseromys anacuao)는 쥐과에 속하는 설치류의 일종이다. 학명과 일반명은 필리핀 루손섬의 토착종이다.

## 특징
작은 설치류로 머리부터 몸까지 길이는 74~83mm, 꼬리 길이는 82~86mm이다. 발 길이는 18mm, 귀 길이는 15~16mm이며, 몸무게는 최대 21g이다. 짧고 부드러운 무성한 털이 덮여 있다. 몸 전체적으로 짙은 회색 털이 섞인 짙고 불그스레한 오렌지색을 띤다. 머리는 크고 넓으며, 주둥이는 짧다. 눈은 비교적 작다. 귀는 길고 넓으며 끝이 둥글다.

## 생태
나무 위에서 사는 야행성 동물로 추정된다. 5월에 임신한 암컷을 포획한 기록이 있다.

## 분포 및 서식지
필리핀 루손섬의 아나쿠아오 산에서만 알려져 있다. 주로 약 해발 1760m의 이끼 숲에서 서식한다.